# Horodyščský rajón
Horodyščský rajón (ukrajinsky Городищенський район) byl rajón v Čerkaské oblasti na Ukrajině. Hlavním městem bylo Horodyšče a rajón měl přibližně 40 tisíc obyvatel. 

## Sídla v rajónu
- Cvitkove
- Horodyšče
- Vilšana